# الک سالکین
اَلِـک سالکین (انگلیسی: Alec Sulkin؛ زادهٔ ۱۴ فوریهٔ ۱۹۷۳) تهیه‌کننده تلویزیونی، فیلم‌نامه‌نویس و صداپیشه یهودی اهل ایالات متحده آمریکا است. وی از سال ۱۹۹۹ میلادی تاکنون مشغول فعالیت بوده‌است.
از فیلم‌ها یا برنامه‌های تلویزیونی که وی در آن نقش داشته است، می‌توان به مرد خانواده، کلیولند شو، تد ۲ و یک میلیون راه برای مردن در غرب اشاره کرد.